# Inocelliidae
Famille
Les Inocelliidae sont une famille d'insectes de l'ordre des Raphidioptères. Ces espèces sont présentes en Europe, sur la côte ouest de l'Amérique du Nord et en Asie de l'Est.

## Systématique
Le genre a été créé en 1913 par le prêtre et entomologiste espagnol Longinos Navás.

## Liste des genres
Selon GBIF (29 juin 2022) :
- Amurinocellia Aspöck & Aspöck, 1973.
- Electrinocellia Engel, 1997 †.
- Fibla Navàs, 1915.
- Indianoinocellia Aspöck & Aspöck, 1970.
- Inocellia Schneider, 1843.
- Negha Navás, 1916.
- Parainocellia H.Aspock & U.Aspock, 1968.
- Paraksenocellia Makarkin, Archibald & Jepson, 2019 †.
- Sininocellia
- Sinoinocellia Wang, 1987.
- Succinofibla Aspöck & Aspöck, 2004 †.